# Bloomington (Minnesota)
Bloomington és una població dels Estats Units a l'estat de Minnesota. Segons el cens del 2008 tenia 81.280 habitants.

## Demografia
Segons el cens del 2000, Bloomington tenia 85.172 habitants, 36.400 habitatges, i 22.750 famílies. La densitat de població era de 926,9 habitants per km².
Dels 36.400 habitatges en un 25,1% hi vivien nens de menys de 18 anys, en un 51,2% hi vivien parelles casades, en un 8,2% dones solteres, i en un 37,5% no eren unitats familiars. En el 29,6% dels habitatges hi vivien persones soles el 9,9% de les quals corresponia a persones de 65 anys o més que vivien soles. El nombre mitjà de persones vivint en cada habitatge era de 2,3 i el nombre mitjà de persones que vivien en cada família era de 2,87.
Per edats la població es repartia de la següent manera: un 20,6% tenia menys de 18 anys, un 8% entre 18 i 24, un 29,4% entre 25 i 44, un 26,3% de 45 a 60 i un 15,7% 65 anys o més.
L'edat mediana era de 40 anys. Per cada 100 dones de 18 o més anys hi havia 90,5 homes.
La renda mediana per habitatge era de 54.628 $ i la renda mediana per família de 67.135 $. Els homes tenien una renda mediana de 42.924 $ mentre que les dones 32.606 $. La renda per capita de la població era de 29.782 $. Entorn del 2,3% de les famílies i el 4% de la població estaven per davall del llindar de pobresa.

## Poblacions més properes
El següent diagrama mostra les poblacions més properes.